# Olle Persson
Olle Persson, 17 juny 1949, Luleå, (Suècia), és un informàtic suec.
Olle Persson va estudiar a la Universitat d'Umeå, i va obtenir el grau de doctor en sociologia el 1980. El 1999 va ser nomenat catedràtic de Biblioteconomia i Documentació, dins el Departament de Sociologia, i passà a dirigir l'Inforsk (Grup de Recerca de la Informació).
Ha fet contribucions importants al desenvolupament de tècniques bibliomètriques i ha centrat el seu treball en l'anàlisi de les comunicacions científiques dels científics i dels enginyers. És el creador de Bibexcel, una eina d'anàlisi de dades bibliogràfiques escrita en programari lliure. Les dades que recull combinades amb el programari Pajek permeten fer mapes de coneixement. El seu ús i influència s'ha estès entre tots els investigadors bibliomètrics El 2011 va rebre la medalla Derek de Solla Price.